# Maurice Martenot
Maurice Louis Eugène Martenot (Paris, 14 de outubro de 1898 — 8 de outubro de 1980) foi um violoncelista francês, um radiotelegrafista durante a Primeira Guerra Mundial e um inventor.

## Vida
Nascido em Paris, ele é mais conhecido por sua invenção do ondes Martenot, um instrumento que ele percebeu pela primeira vez em 1928 e passou décadas aprimorando. Ele revelou um modelo microtonal em 1938. Ele também foi responsável por ensinar a primeira geração de artistas ondes Martenot, incluindo Karel Goeyvaerts, Jeanne Loriod, Georges Savaria, Gilles Tremblay e sua irmã Ginette Martenot.
O próprio Martenot atuou como um 'ondista' com a Orquestra da Filadélfia sob o comando de Leopold Stokowski em 1930. A Feira Mundial de 1937 em Paris concedeu-lhe o "Le Grand Prix de l'Exposition Mondiale". Ele deu aulas no Conservatório de Paris durante os anos 1940.
Uma biografia de Martenot, em francês, foi escrita pelo ondista Jean Laurendeau. Sua invenção do ondes Martenot é o tema do documentário de Quebec, Wavemakers, de 2013, no qual Laurendeau também aparece.